# Le Roman d'un jeune homme pauvre (film, 1913)
Pour les articles homonymes, voir Le Roman d'un jeune homme pauvre (homonymie).
Pour plus de détails, voir Fiche technique et Distribution.
Le Roman d'un jeune homme pauvre est un film muet français réalisé par Georges Denola, sorti en 1913.
Il s'agit de l'adaptation du roman éponyme d'Octave Feuillet, publié chez Michel Lévy frères en 1858, roman sentimental à fond social qui a connu un grand succès de librairie à sa sortie, et a été l'objet de nombreuses adaptations.

## Synopsis
Un aristocrate ruiné, Maxime Odiot, marquis de Champcey d'Hauterive (Gabriel de Gravone), accepte, pour vivre, une place d'intendant auprès de la riche famille Laroque d'Arz, une famille de parvenus ayant capté, autrefois, la fortune d'une branche des Champcey.
Marguerite (Paulette Noizeux), unique héritière des Laroque, est conquise par lui, mais se méfie des coureurs de dot. Maxime, quant à lui, ignore la spoliation dont a été victime sa famille de la part des Laroque d’Arz…

## Fiche technique
- Titre : Le Roman d'un jeune homme pauvre
- Réalisation : Georges Denola
- Scénario : d'après le roman d'Octave Feuillet
- Photographie :
- Montage :
- Producteur :
- Société de production : Société cinématographique des auteurs et gens de lettres (S.C.A.G.L)
- Société de distribution :  Pathé Frères
- Pays d'origine :  France
- Langue : film muet avec les intertitres en français
- Format : Noir et blanc — 35 mm — 1,33:1 — Muet
- Genre : Comédie
- Métrage : 595 mètres
- Durée : 10 minutes
- Dates de sortie :
  -  France : 21 mars 1913

## Distribution
- Gabriel de Gravone : Marquis de Champcey
- Henri Étiévant : Monsieur Laroque
- Paulette Noizeux : Marguerite